# Albert Roma Múrcia
Albert Roma Múrcia (Vic, 30 d'octubre de 1978) és un exjugador de bàsquet català. Amb els seus 2.11 metres d'alçada, jugava en la posició de pivot.

## Carrera esportiva
Roma es va formar a les categories inferiors del Joventut de Badalona, sent jugador de l'equip júnior entre 1994 i 1996. La temporada 1995-96 va formar part del primer equip, jugant en la lliga ACB. La temporada següent se'n va anar als Estats Units, jugant amb l'equip del seu institut, els "Winchendon Prep Junior School", per passar l'any 1998 a jugar a l'NCAA amb els George Washington University. La temporada 2002-03 torna a Badalona i juga aquell any al Joventut B, de la lliga EBA, jugant partits de competició europea amb el primer equip. Després va jugar diversos anys en diferents equips EBA catalans. L'any 2011 va retirar-se com a jugador, sent el Vic el seu darrer equip. La temporada següent va tenir la seva primera experiència com entrenador, dirigint l'equip júnior del CB Tona.